# Glypta acares
Glypta acares là một loài tò vò trong họ Ichneumonidae.